# Кубас, Парагвайо
Парагвайо Кубас (исп. Paraguayo Cubas; род. 8 января 1962, Вашингтон) — парагвайский государственный и политический деятель.

## Биография
По образованию юрист. С 1993 по 1998 год проработал один срок в Конгрессе в качестве члена левоцентристской «Партии национального столкновения». В 2018 году был избран в Сенат в качестве единственного члена «Национальной партии крестового похода», но был отстранен от должности за вспышки ярости и потасовки с коллегами из Сената.
Накануне всеобщих выборов 2023 года он вместе со своей партией участвовал в создании «Коалиции за новый Парагвай», но вскоре покинул её до избрания единого кандидата от оппозиции, решив участвовать в выборах самостоятельно. На всеобщих выборах 2023 года считается аутсайдером или кандидатом-спойлером от «Коалиции за новый Парагвай». Однако, имеет поддержку среди антисистемного электората, выступающего за смертную казнь для коррупционеров. Кубас занял третье место, набрав почти 23% голосов.